# Kushtrim Munishi
Kushtrim Munishi (serb.-chorw. Kuštrim Muniši, ur. 17 marca 1973 w Prisztinie) – kosowski piłkarz występujący na pozycji pomocnika lub napastnika, zdobywca pierwszej bramki w historii reprezentacji Kosowa, trener piłkarski.

## Kariera klubowa
Wchowanek FK Priština z rodzinnego miasta Prisztina. W sezonie 1990/91 rozpoczął karierę na poziomie seniorskim, występując z tym klubem w systemie ligowym Jugosławii oraz w nieoficjalnej kosowskiej ekstraklasie. W sezonie 1991/92 zdobył FK Priština mistrzostwo Kosowa. Na początku 1993 roku został on graczem Zagłębia Lubin, prowadzonego przez Janusza Płaczka. 13 marca zadebiutował w I lidze w przegranym 0:1 meczu z Górnikiem Zabrze. W rundzie wiosennej sezonu 1992/93 rozegrał 11 spotkań nie strzelając żadnej bramki. Latem 1993 roku powrócił do FK Priština.
Od stycznia 1994 roku kontynuował karierę w DSV Leoben (Austria, 2. Liga), FK Priština (Puchar i Superpuchar Kosowa za sezon 1993/94) oraz Łokomotiwie Płowdiw (Bułgaria, A PFG), w których zaliczył kilkumiesięczne epizody. W połowie sezonu 1995/96 powrócił do Kosowa i wywalczył drugi w karierze tytuł mistrzowski z FK Priština. W sierpniu 1996 podpisał umowę z FK Partizani, stając się pierwszym zagranicznym piłkarzem w postkomunistycznej Albanii. 21 września zadebiutował w Kategoria Superiore w przegranym 0:1 spotkaniu przeciwko KS Teuta. Po rozegraniu 7 meczów, w których zdobył 1 gola, opuścił zespół i ponownie został graczem DSV Leoben, skąd wypożyczano go do ASKÖ Gurnitz (Austria, Kärntner Liga) i TSV 1860 Rosenheim (Niemcy, Landesliga Bayern-Süd).
W połowie 1998 roku został zawodnikiem FK Priština. Po sezonie 1998/99, z powodu wybuchu wojny domowej w Kosowie, jego klub opuścił system ligowy Jugosławii, przenosząc się do Superliga e Kosovës. W sezonie 1999/00 Munishi wywalczył z tym zespołem tytuł mistrza kraju. Następnie był graczem KF Besiana, z którą zdobył w sezonie 2001/02 mistrzostwo, Puchar i Superpuchar Kosowa, a także dwukrotnie uzyskał tytuł króla strzelców tamtejszej ekstraklasy (2000/01, 2001/02). W 2003 roku przeniósł się do KF Kosova i wywalczył z tym klubem krajowy puchar. Od sezonu 2004/05 występował on kolejno w KF Flamurtari, KF KEK-u, KF Gjilani, KF Hysi (król strzelców ligi 2006/07) oraz w macierzystej KF Prishtina, w barwach której w sierpniu 2008 roku oficjalnie zakończył karierę po zdobyciu tytułu mistrzowskiego.

## Kariera reprezentacyjna
14 lutego 1993 zaliczył jedyny występ w nieoficjalnej reprezentacji Kosowa w przegranym 1:3 towarzyskim meczu z Albanią, w którym zdobył bramkę. Był to pierwszy w historii gol zdobyty przez reprezentację tego kraju, niebędącą wówczas członkiem FIFA ani UEFA.

## Kariera trenerska
Po zakończeniu kariery zawodniczej Munishi zdobył licencję trenerską UEFA Pro i zajął się szkoleniem grup młodzieżowych. W 2009 roku został on mianowany dyrektorem szkółki piłkarskiej KF Prishtina. W latach 2011–2012 pełnił rolę asystenta trenera Wolfganga Jerata. W lipcu 2016 roku objął funkcję pierwszego szkoleniowca klubu. Po miesiącu wywalczył Superpuchar Kosowa po zwycięstwie 2:1 nad KF Feronikeli. We wrześniu 2016 roku w wyniku konfliktu z zarządem klubu odszedł ze stanowiska. Zespół znajdował się wówczas na pierwszym miejscu w tabeli Superligi z dorobkiem 13 punktów po 5 kolejkach. W marcu 2017 roku Munishi został mianowany selekcjonerem reprezentacji Kosowa U-19 kobiet.

## Sukcesy

### Zespołowe
KF Prishtina
- mistrzostwo Kosowa: 1991/92, 1995/96, 1999/00, 2007/08
- Puchar Kosowa: 1993/94
- Superpuchar Kosowa: 1994

KF Besiana
- mistrzostwo Kosowa: 2001/02
- Puchar Kosowa: 2001/02
- Superpuchar Kosowa: 2002

KF Kosova
- Puchar Kosowa: 2003/04

### Indywidualne
- król strzelców Superligi: 2000/01 (25 goli), 2001/02 (20 goli), 2006/07 (22 gole)
- piłkarz roku w Kosowie: 2000

### Jako trener
KF Prishtina
- Superpuchar Kosowa: 2016